# Bodianus busellatus
Bodianus busellatus е вид бодлоперка от семейство Labridae. Видът не е застрашен от изчезване.

## Разпространение
Разпространен е в Питкерн и Френска Полинезия.